# Un papa tombé du ciel
Un papa tombé du ciel (Ein Vater für Klette) est un téléfilm allemand, réalisé par Peter Kahane, et diffusé en 2003.

## Fiche technique
- Titre allemand : Ein Vater für Klette
- Réalisation : Peter Kahane
- Scénario : Peter Kahane
- Photographie : Peter von Haller et Peter Von Haller
- Musique : Wolf Wolff
- Durée : 89 min

## Distribution
- Heio von Stetten (V. F. : Bruno Magne) : Oliver
- Muriel Baumeister (V. F. : Céline Mauge) : Vera
- Vespa Vasic : Linda
- Isabel Bongard : Jessica
- Sabrina White (V. F. : Julie Dumas) : Suse
- Karl Fred Müller (V. F. : Daniel Kenigsberg) : Koffke
- Holger Daemgen : Georg
- Rainer Frank (V. F. : Guillaume Lebon) : Franky
- Dana Golombek : Martina

Sources et légende : Version française (V. F.) selon le carton de doublage français.